# Schuhhof 8 (Quedlinburg)

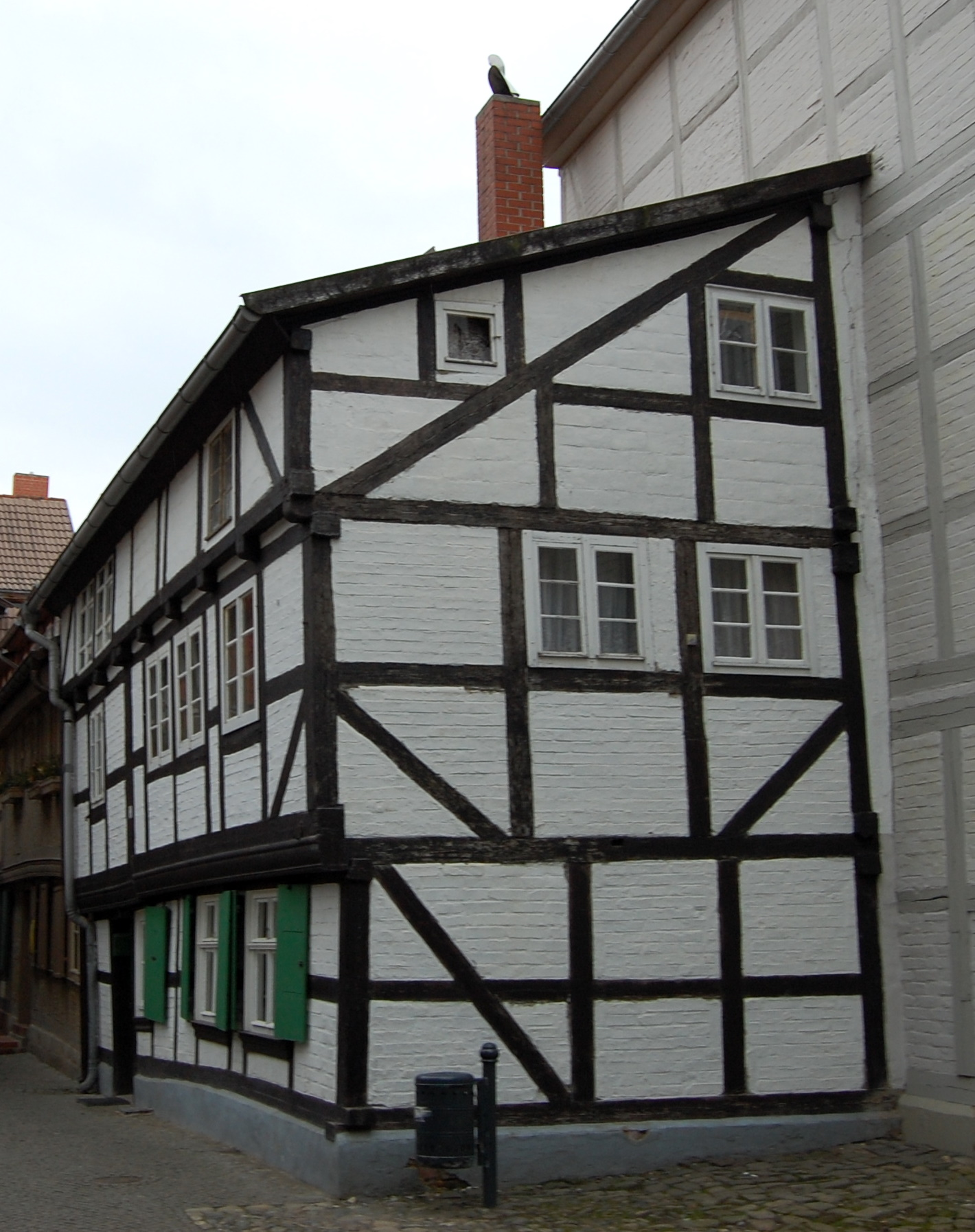
Haus Schuhhof 8

Das Haus Schuhhof 8 ist ein denkmalgeschütztes Gebäude in der Stadt Quedlinburg in Sachsen-Anhalt.

## Lage
Es befindet sich in einer kleinen Gasse östlich des Quedlinburger Marktplatzes.

## Architektur und Geschichte
Das kleine Fachwerkhaus entstand um 1760 als Haus eines Schuhmachers. Es ist weitgehend original erhalten, wobei jedoch im 19. Jahrhundert die Aufstockung mit einem Drempelgeschoss erfolgte. Bemerkenswert sind die erhalten gebliebenen historischen Fensterläden.